# Ficció detectivesca

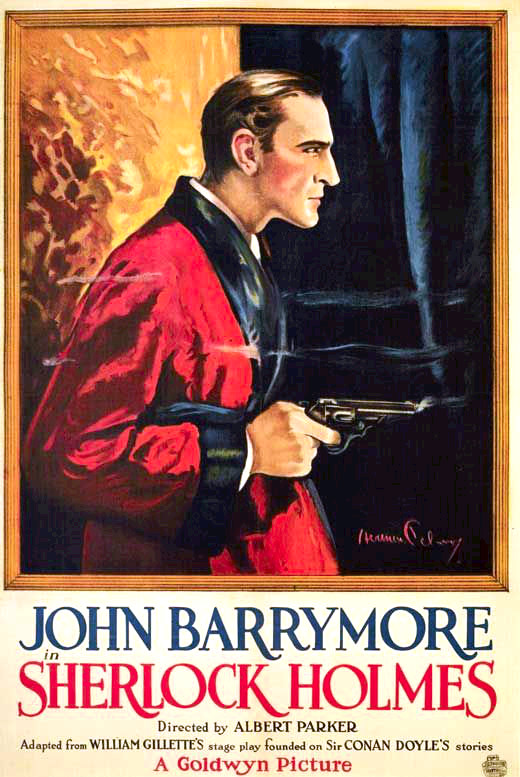
Poster de la pel·lícula "Sherlock Holmes" de 1922

La ficció detectivesca és un subgènere del gènere policíac i de ficció de misteri en què un investigador o un detectiu —ja sigui professional, aficionat o jubilat— investiga un crim, sovint un assassinat. El gènere detectivesc va començar gairebé a la mateixa època que la ficció especulativa i altres ficcions de gènere a mitjans del segle xix i s'ha mantingut extremadament popular, sobretot a les novel·les. Alguns dels herois més famosos de la ficció detectivesca són C. Auguste Dupin, Sherlock Holmes i Hercule Poirot. Les històries juvenils amb The Hardy Boys, Nancy Drew i The Boxcar Children també han romàs en la impremta durant diverses dècades. La ficció es pot expressar en diversos formats, inclosos escrits, actuacions en directe, pel·lícules, programes de televisió, animacions, videojocs i jocs de rol, si bé en el camp de la ficció detectivesca, les novel·les detectivesques n'han estat una de les seves principals expressions.

## Subgèneres

### Ull privat
Martin Hewitt, creat per l'autor britànic Arthur Morrison el 1894, és un dels primers exemples de l'estil modern del detectiu privat de ficció. Aquest personatge es descriu com un "detectiu destinat a desafiar el detectiu-com-superhome que representava Holmes".
A finals de la dècada de 1920, Al Capone i la Mafia inspiraven no només la por, sinó que van despertar la curiositat sobre el món subterrani del crim. Les revistes populars de pulp fiction com Black Mask van aprofitar-ho, ja que autors com Carrol John Daly van publicar històries violentes que se centraven en el caos i la injustícia que envoltaven els criminals, no en les circumstàncies del crim. Molt sovint, fins i tot no existia cap misteri real: els llibres simplement giraven al voltant de la justícia a qui es mereixia un tractament dur, que es descrivia amb detall explícit ". El tema general que aquests escriptors van retratar reflectia "la cara canviant de la mateixa Amèrica".
A la dècada de 1930, el gènere de l’ull privat va ser adoptat plenament per escriptors nord-americans. Un dels principals contribuents a aquest estil va ser Dashiell Hammett amb el seu personatge d'investigador privat, Sam Spade. El seu estil de ficció policíaca "sol tractar l'activitat criminal en un entorn urbà modern, un món de signes desconnectats i desconeguts anònims". "Exposades amb un llenguatge rigorós i de vegades elegant a través dels ulls poc emocionals dels nous detectius herois, aquestes històries eren un fenomen americà".
A finals de la dècada de 1930, Raymond Chandler va actualitzar el formulari amb el seu detectiu privat Philip Marlowe, que va aportar una veu més íntima al detectiu que l'estil més "distanciat" de l'informe d'operatiu de les històries de Continental Op de Hammett. Tot i lluitar per la tasca de traçar una història, el seu diàleg cadenciat i les seves narracions críptiques eren musicals, evocant els carrerons obscurs i els duros matons, dones riques i homes poderosos sobre els quals va escriure. S'han realitzat diverses pel·lícules de llargmetratge i televisió sobre el personatge de Philip Marlowe. James Hadley Chase va escriure algunes novel·les amb ulls privats com a herois principals, com ara Requiem de Blonde (1945), Lay Her Among the Lilies (1950) i Figure It Out for Yourself (1950). Els herois d’aquestes novel·les són ulls privats típics, molt semblants o plagiats de l’obra de Raymond Chandler.
Ross Macdonald, pseudònim de Kenneth Millar, va actualitzar el formulari de nou amb el seu detectiu Lew Archer. Archer, com els herois de ficció de Hammett, era un ull de càmera, amb gairebé cap passat conegut. "Gireu Archer cap als costats i desapareix", va escriure un crític. Dos dels punts forts de Macdonald eren el seu ús de la psicologia i la seva bella prosa, plena d’imatges. Igual que altres escriptors "duros ", Macdonald pretenia donar una impressió de realisme en la seva obra a través de la violència, el sexe i la confrontació. La pel·lícula Harper de 1966 protagonitzada per Paul Newman es basava en la primera història de Lew Archer The Moving Target (1949). Newman va repetir el paper a The Drowning Pool el 1976.
Michael Collins, pseudònim de Dennis Lynds, és generalment considerat l’autor que va portar la forma a l’Edat Moderna. El seu PI, Dan Fortune, va participar constantment en el mateix tipus d’històries de David i Goliat que van escriure Hammett, Chandler i Macdonald, però Collins va adoptar una inclinació sociològica, explorant el significat dels llocs dels seus personatges en la societat i l’impacte de la societat. tenia sobre la gent. Plens de comentaris i prosa retallada, els seus llibres eren més íntims que els dels seus predecessors, dramatitzant que el crim pot passar a la pròpia sala d’estar.
La novel·la de PI era un camp dominat pels homes, en què poques vegades les autores femenines van trobar publicació fins que finalment es van publicar Marcia Muller, Sara Paretsky i Sue Grafton a finals dels anys setanta i principis dels vuitanta. El detectiu de cada autor, també femení, era intel·ligent i físic i podia aguantar-se. La seva acceptació i èxit van provocar que les editorials cerquessin altres autores.

### Ficció detectivesca invertida
Una història detectivesca invertida,és una estructura de ficció de misteri d'assassinat en la qual la comissió del crim es mostra o es descriu al principi, generalment incloent la identitat de l'autor. A continuació, la història descriu l’intent del detectiu de resoldre el misteri. També pot haver-hi trencaclosques secundaris, com ara per què es va cometre el crim, i s'expliquen o es resolen durant la història. Aquest format és el contrari del més típic " whodunit ", on tots els detalls de l'autor del crim no es revelen fins al clímax de la història.

### Procediment policíac
Moltes històries de detectius tenen agents de policia com a personatges principals. Aquestes històries poden adoptar diverses formes, però molts autors intenten representar de manera realista les activitats rutinàries d’un grup d’agents de policia que sovint treballen simultàniament en més d’un cas. Algunes d’aquestes històries són unitats més grans; en altres, el criminal és ben conegut i es tracta d’obtenir proves suficients.
Als anys 40, el procediment policial va evolucionar com un nou estil de ficció policíaca. A diferència dels herois de Christie, Chandler i Spillane, el detectiu de policia estava subjecte a errors i estava restringit per normes i reglaments. Com diu Gary Huasladen a Places for Dead Bodies, "no tots els clients eren bombes insaciables i sempre hi havia vida fora de la feina". El detectiu del procediment policial fa les coses que fan els agents de la policia per atrapar un criminal. Entre els escriptors hi ha Ed McBain, PD James i Bartholomew Gill.

### Misteri històric
Aquestes obres s'emmarquen en un període considerat històric des de la perspectiva de l’autor, i la trama central consisteix en la resolució d’un misteri o delicte (normalment assassinat). Tot i que les obres que combinen aquests gèneres existeixen almenys des de principis del segle xx, molts acrediten les Cròniques Cadfael d' Ellis Peters (1977-1994) per popularitzar el que es coneixeria com el misteri històric.
Una variació al respecte és La filla del temps de Josephine Tey. En ell, l’inspector Alan Grant de Scotland Yard, que es considera un bon jutge de les cares, se sorprèn en veure que el que considera el retrat d’un home sensible és en realitat un retrat de Ricard III, que va assassinar els fills del seu germà, per tal de convertir-se en rei. La història detalla el seu intent d’arribar a la veritat històrica de si Ricard III és el dolent que la història ha distingit. La novel·la va ser guardonada amb el primer lloc de les 100 millors novel·les policíaques de tots els temps per la UK Crime Writers 'Association i el número 4 de les 100 millors novel·les misterioses de tots els temps Mystery Writers of America

### Misteris plàcids
Van començar a finals del segle xx. Aquestes novel·les generalment defugen la violència i el suspens i presenten freqüentment detectives aficionades femenines. Els misteris acollidors moderns són freqüents, n'hi ha d' humorístics i temàtics (misteri culinari, misteri animal, etc.).
Aquest estil presenta una violència, un sexe i una rellevància social mínims; una solució assolida per intel·lecte o intuïció més que per procediment policial, amb l'ordre restablert al final; personatges honorables i educats; i un entorn en una comunitat tancada. Entre els escriptors hi ha Agatha Christie, Dorothy L. Sayers i Elizabeth Daly.

### Misteri de l'assassí en sèrie
Un altre subgènere de la ficció policíaca és el misteri de l'assassí en sèrie, que es podria considerar un aflorament del procediment policial. Hi ha primeres novel·les de misteri en què una força policial intenta lluitar amb el tipus de criminal conegut a la dècada de 1920 com un maníac homicida, com algunes de les primeres novel·les de Philip Macdonald i El gat de moltes cues d' Ellery Queen. No obstant això, aquest tipus d'històries es van fer molt més populars després de l'encunyació de la frase "assassí en sèrie" als anys setanta i de la publicació de The Silence of the Lambs el 1988. Aquestes històries mostren amb freqüència les activitats de molts membres d'una força policial o agència governamental en els seus esforços per capturar un assassí que selecciona les víctimes de manera obscura. Sovint també són molt més violents i suspensos que altres misteris.

### Thriller legal
El thriller legal o la novel·la judicial també es relaciona amb la ficció policíaca. D'aquesta manera, el sistema legal proporciona el marc per al thriller legal tant com el sistema de treball policial modern ho fa per al procediment policial. El thriller legal sol iniciar els seus negocis amb els procediments judicials després del tancament d’una investigació, que sovint donen lloc a un nou angle de la investigació, de manera que s'obté un resultat final diferent del que van idear inicialment els investigadors. En el thriller legal, els procediments judicials tenen un paper molt actiu, per no dir decisiu, en un cas que arriba a la seva solució definitiva. Erle Stanley Gardner va popularitzar la novel·la del tribunal al segle XX amb la seva sèrie de Perry Mason. Entre els autors contemporanis de thrillers legals hi ha Michael Connelly, Linda Fairstein, John Grisham, John Lescroart, Paul Levine, Lisa Scottoline i Scott Turow .

### Misteri de sala tancada
El misteri de la sala tancada és un subgènere de ficció policíaca en què es comet un crim — gairebé sempre un assassinat— en circumstàncies que aparentment ho feien impossible sense ser descobert. El gènere es va establir al segle xix després dels Assassinats a la Rue Morgue (1841) d'Edgar Allen Poe, que és considerat el primer misteri de les habitacions tancades; des de llavors, altres autors han utilitzat l'esquema. El delicte en qüestió sol implicar una escena del crim sense indicacions de com l’intrús hauria pogut entrar o sortir, és a dir, a una habitació tancada. Seguint altres convencions de la ficció policíaca clàssica, al lector se li presenta normalment el trencaclosques i se l'anima a resoldre el misteri abans que la solució es reveli en un clímax dramàtic.

### Ficció policíaca ocultista
La ficció policíaca ocultista és un subgènere de ficció policíaca que combina el trop literari de la ficció policíaca amb els de la ficció de terror sobrenatural. A diferència del detectiu tradicional, el detectiu ocult s'utilitza en casos relacionats amb fantasmes, dimonis, malediccions, màgia, monstres i altres elements sobrenaturals. Alguns detectius ocults són retratats com coneixent màgia o senten ells mateixos psíquics o en possessió d'altres poders paranormals.

## Detectius de ficció influents

### Sherlock Holmes
Sherlock Holmes és el detectiu de ficció britànic creat per Arthur Conan Doyle. Després d’aparèixer per primera vegada a “Estudi en escarlata, les històries de Sherlock Holmes no van ser un èxit immediat. No obstant això, després de publicar-se a The Strand Magazine el 1891, el detectiu es va fer indubtablement popular. Després de l'èxit de Sherlock Holmes, molts escriptors de misteri van imitar l'estructura de Doyle en les seves pròpies històries de detectius i van copiar les característiques de Sherlock Holmes en els seus propis detectius.
Sherlock Holmes com a sèrie és potser la forma més popular de ficció policíaca. Doyle va intentar matar el personatge després de vint-i-tres històries, però després de la petició popular, va continuar escrivint històries de Sherlock Holmes. La popularitat de Sherlock Holmes s'estén més enllà del mitjà escrit. Per exemple, la sèrie de televisió Sherlock, produïda per la BBC, va guanyar un gran nombre de seguidors després d'emetre's per primera vegada el 2010, imbuint un renovat interès pel personatge en gran públic. A causa de la popularitat de Holmes, Conan Doyle era sovint considerat com "tan conegut com la reina Victòria ".

### Hercule Poirot
Hercule Poirot és un detectiu privat belga de ficció, creat per Agatha Christie. Com un dels personatges més famosos i que més van durar de Christie, Poirot va aparèixer en 33 novel·les, una obra de teatre (<i id="mwAus">Black Coffee</i>) i més de 50 contes, publicats entre 1920 i 1975. Hercule Poirot va aparèixer per primera vegada a The Mysterious Affair at Styles, publicat el 1920, i va morir a <i id="mwAu8">Curtain</i>, publicat el 1975, que és l'últim treball d'Agatha Christie. El 6 d'agost de 1975, The New York Times va publicar a la seva portada la necrològica de la mort de Poirot amb la portada de la novel·la recentment publicada.

### Auguste Dupin
C. Auguste Dupin és un personatge fictici creat per Edgar Allan Poe. Dupin va fer la seva primera aparició a Els crims de la Rue Morgue de Poe (1841), considerat àmpliament com la primera història de ficció policíaca. Torna a aparèixer a El misteri de Marie Rogêt (1842) i La carta robada (1844).
C. Auguste Dupin és generalment reconegut com el prototip de molts detectius ficticis que es van crear més tard, incloent Sherlock Holmes per Arthur Conan Doyle i Hercule Poirot per Agatha Christie. Conan Doyle va escriure una vegada: "Cadascuna [de les històries detectivesques de Poe] és una arrel a partir de la qual s'ha desenvolupat tota una literatura... On va ser la història del detectiu fins que Poe hi va inspirar la respiració?"

### Ellery Queen
Ellery Queen és un detectiu fictici creat pels escriptors nord-americans Manfred Bennington Lee i Frederic Dannay, a més del pseudònim conjunt dels cosins Dannay i Lee. Va aparèixer per primera vegada a The Roman Hat Mystery (1929) i va protagonitzar més de 30 novel·les i diverses col·leccions de contes. Durant els anys trenta i bona part dels anys quaranta, Ellery Queen va ser possiblement el detectiu de ficció nord-americà més conegut.

## Llibres
- Assassinat sagnant: de la història del detectiu a la novel·la criminal: una història de Julian Symons ISBN 0-571-09465-1
- Stacy Gillis i Philippa Gates (editors), The Devil Himself: Villainy in Detective Fiction and Film, Greenwood, 2001. ISBN 0-313-31655-4
- The Manichean Investigators: A Relecture postcolonial and cultural of the Sherlock Holmes and Byomkesh Bakshi Stories by Pinaki Roy, New Delhi: Sarup and Sons, 2008, ISBN 978-81-7625-849-4
- Llibres assassins de Jean Swanson i Dean James, edició Berkley Prime Crime 1998, Penguin Putnam Inc. Nova York ISBN 0-425-16218-4
- Delightful Murder: A Social History of the Crime Story d'Ernest Mandel, 1985. Univ. de Minnesota Press.